# Афера са дијамантском огрлицом
Афера са дијамантском огрлицом (фр. Affaire du collier de la reine, Афера краљичине огрлице) био је инцидент који се догодио у периоду између 1784. и 1785. године на двору Луја XVI, краља Француске, у којем је умешана и његова супруга, краљица Марија Антоанета.
Репутација краљице, већ нарушена трачевима, додатно је погођена лажном оптужбом да је учествовала у преступу како би преварила краљевске јувелире у стицању веома скупе дијамантске огрлице коју је затим одбила да плати. У стварности, она је одбила да купи огрлицу, али је њен потпис фалсификован од стране Жане де ла Валое-Сен-Реми. Иако је де ла Валое-Сен-Реми касније осуђена, овај догађај остаје историјски значајан као један од многих који су довели до разочарења Француза у монархију, јер је био један од савремених скандала који су дали моралну тежину и популарну подршку Француској револуцији.

## Позадина
Године 1772. краљ Луј XV одлучио је да направи посебан поклон за Мадам ду Бари, једну од својих љубавница, у процењеној вредности од 2.000.000 ливри (приближно 17,5 милиона долара у 2024. години). Он је затражио од париских јувелира Шарла Огиста Бојемера и Пола Басења да направе дијамантску огрлицу која би надмашила све друге по величини и лепоти.
Златарима је било потребно неколико година и много новца да прикупе одговарајући сет дијаманата. У међувремену, краљ Луј XV је преминуо од богиња, а његов унук и наследник протерао је Мадам ду Бари са двора.
Огрлица је, према речима историчара Томаса Карлајла, „ред од седамнаест величанствених дијаманата, великих као лешници... троструки венчић и довољно привеска (једноставних у облику крушке, са више звездастих или груписаних аномалозних облика) који је окружују... око праве Краљице дијаманата“. Јувелири су се надали да ће то бити производ који ће нова краљица Француске, Марија Антоанета, купити, и заиста, 1778. године краљ Луј XVI је понудио огрлицу својој супрузи као поклон, али је она одбила.
Краљица је првобитно одбила огрлицу наводно рекавши (ако је Карлајл у праву) „Имамо више потребе за седамдесет и четири [брода] него за огрлицама“. Неки су тврдили да је Марија Антоанета одбила огрлицу јер је она направљена за ду Бари, коју је она јако мрзела. Према другим изворима, краљ Луј XVI је променио мишљење. Након што су узалудно покушавали да продају огрлицу ван Француске, златарима је поново било омогућено да је понуде Марији Антоанети након рођења Луја Жозефа Ксавијер Франсоис, 1781. године. Краљица је поново одбила.

## Афера
Преваранткиња која се представљала као Жана де Валое-Сен-Реми, познатија као Жана де ла Мот, направила је план да искористи огрлицу како би стекла богатство, а можда и моћ и краљевску заштиту. Као потомак незаконитог сина Анрија II од Француске, Жана се удала за официра жандармерије Николу де ла Мот, који се самопрогласио за „грофа де ла Мот“. Живела је од мале пензије коју јој је доделио краљ.
У марту 1785. године Жана је постала љубавница кардинала де Роана, некадашњег француског амбасадора на двору у Бечу. Роан је био непожељан у очима Марије Антоанете због ширења гласина о понашању њене мајке, царице Марији Терезији. Краљица је такође сазнала за писмо у којем је Роан писао о Марији Терезији на начин који је краљица сматрала увредљивим. Роан је у то време покушавао да поврати краљичину наклоност како би постао један од краљевих министара. Жана, која је уз помоћ љубавника по имену Рето де Вилет ушла на двор, уверила је Роана да је примљена код краљице и да ужива њену наклоност. Чувши то, Роан је одлучио да преко Жане поврати краљичину добру вољу. Жана је уверила Роана да чини напоре у његову корист.
Тако је започела наводна преписка између Роана и краљице. Жана је враћала одговоре на Роанова писма, тврдећи да долазе од краљице. Како су писма постајала све срдачнија, Роан је поверовао да је Марија Антоанета заљубљена у њега и постао је опседнут њом. Он је молио Жану да организује тајни ноћни сусрет са краљицом. Наводни сусрет одржан је у августу 1784. године. У вртовима палате Версај, Роан је срео жену за коју је веровао да је Марија Антоанета. У ствари, то је била проститутка Никола Ле Геј д’Олива, коју је Жана унајмила због њене сличности са краљицом. Роан јој је понудио ружу, а она му је, у улози краљице, обећала да ће заборавити њихове несугласице.
Жана је искористила Роанову веру у њу тако што је од њега позајмљивала велике своте новца, тврдећи да су намењене краљичиним добротворним радовима. Са тим новцем Жана је успела да уђе у респектабилно друштво. Како је отворено хвалила своју наводну везу са краљицом, многи су претпостављали да је афера стварна.
Накитари Бојемер и Басењ решили су да искористе Жану како би продали огрлицу. Она је у почетку одбила провизију, али је касније променила мишљење и прихватила је. Према речима госпође Кампан, Жана је, претварајући се да је краљица, послала неколико писама кардиналу, укључујући и наруџбину за куповину огрлице. Писма су била потписана са „Марија Антоанета од Француске“, али Роан није знао или се није сетио да се француски краљеви потписују само својим именима.
Дана 21. јануара 1785. године, Жана је рекла Роану да краљица жели да купи огрлицу, али да не жели јавно да купује тако скуп предмет у време кризе, те је желела да Роан делује као тајни посредник. Након тога, Роан је преговарао о куповини огрлице за 2.000.000 ливри, која је требало да буде плаћена у ратама. Тврдио је да има краљичино овлашћење за куповину и показао је златарима услове договора у краљичином рукопису. Роан је однео огрлицу у Жанину кућу, где је човек за кога је Роан веровао да је краљичин собар дошао да је преузме. Дијамантска огрлица је „брзо растављена, а драгуљи су продати на црним тржиштима Париза и Лондона“ од стране Жане.
Када је дошао тренутак плаћања, Жана је представила Роанова писма, али она нису била довољна. Бојемер се пожалио краљици, која му је рекла да није ни наручила ни примила огрлицу. Она је затражила да јој се понови прича о преговорима, и у августу је започела хапшења, након чега је скандал избио у јавност.

## Скандал
Контроверза догађаја произилази из хапшења кардинала Роана у Сали огледала у Версају и суђења које га је прогласило невиним, док су Жана и њени саучесници проглашени кривима.
На празник Успења Пресвете Богородице, 15. августа 1785. године, док је двор чекао краља и краљицу да оду у капелу, Роан, који је требало да служи, био је позван пред краља, краљицу, министра двора Луја Огиста Ле Тонелијеа де Бретоја и чувара печата Армана Томаса Ија де Миромезнила како би објаснио своје поступке. Роан је представио писмо потписано са „Марија Антоанета од Француске“. Краљевски потписи су се састојали само од крштеног имена, што је Роану промакло, а током суђења је та чињеница искоришћена против њега, јер је „прекршио краљевски етикет којим је био окружен од рођења... и није могао да разуме како је један дворјанин, а посебно Роан, члан породице тако опседнуте статусом, могао да направи такву грешку“. Роан је ухапшен и одведен у Бастиљу. На путу је послао поруку кући с наредбом да униште његову кореспонденцију. Жана је ухапшена тек три дана касније, што јој је дало прилику да уништи своје папире.
Полиција је ухапсила проститутку Никол Ле Ги, као и Ретоа де Вилета, који је признао да је он писао писма која је Роан добијао у име краљице и да је фалсификовао њен потпис. Познати слободни зидар и окултиста Алесандро Калиостро такође је ухапшен, иако је мало вероватно да је имао било какву улогу у афери.
Роан је прихватио Парламент у Паризу као судију. Папа Пије VI био је огорчен, јер је веровао да Роану треба да суди његов природни судија, односно сам папа. Његови захтеви остали су без одговора. Спектакуларно суђење резултирало је ослобађањем Роана, Ле Ги и Калиостра 31. маја 1786. године. „Роанов избор Парламента, без обзира на пресуду, продужио је процес и претворио га у политичку арену.“ Жана је осуђена на шибање, жигосање словом „В“ (за „лопов“, voleuse) на оба рамена и доживотну казну у затвору за проститутке у Салпетријеру. Следеће године, у јуну, побегла је из затвора прерушена у дечака. У међувремену, њен супруг је осуђен у одсуству на робију на галији. Фалсификатор Вилет је прогнан.
Случај је изазвао велико интересовање јавности. Париски парламент није коментарисао наводне поступке краљице. Суђење је закључило да је Марија Антоанета била невина, Роан је био обманут, а да су се ла Мотови служили обманама за своје циљеве. Упркос овим налазима, многи у Француској наставили су да верују да је краљица користила ла Мотове као средство да задовољи своју мржњу према Роану. Разни детаљи су подупирали то веровање: краљичино незадовољство Роановим ослобађањем, чињеница да га је краљ касније лишио његових звања и прогнао у опатију Ла Шез-Диј.
Људи су сматрали да ослобађање Роана од стране Парламента подразумева да је Марија Антоанета на неки начин била у криву. Све то довело је до великог пада популарности краљице и створило њену јавну слику као манипулативне и расипне личности која је више бринула о својој таштини него о добробити народа. Жана је нашла уточиште у Лондону, где је 1789. године објавила књигу Mémoires Justificatifs, у којима је поново клеветала краљицу Марију Антоанету.

### Значај
Афера са дијамантском огрлицом имала је значајну улогу у дискредитовању Бурбонске монархије у очима француског народа четири године пре Француске револуције. Марија Антоанета постала је још непопуларнија, а злонамерни трачеви о њој учинили су је већим теретом за њеног мужа. Након што је афера постала јавна, дошло је до пораста књижевности која је клеветала краљицу. Њена „непопуларност је након афере са дијамантском огрлицом била толико велика да је више нису могли игнорисати ни краљица ни влада. Њени јавни наступи готово су у потпуности престали.“
Повезана са скандалом и већ сматрана непријатељем француског народа, њена репутација је неповратно уништена. Ранија историја претераног трошења већ је нарушила њену популарност, али је афера са дијамантском огрлицом додатно урушила јавно мишљење о њој, претварајући га готово у мржњу, јер је изгледало да је покушала да злоупотреби још више краљевских средстава за личне луксузе.
Афера је појачала мржњу и презир француске јавности према Марији Антоанети, јер је била „осмишљена тако да краљицу остави у стању скандала, са немогућношћу да искаже истину у своју одбрану“. Овај пијарски кошмар довео је до пораста опсцених и понижавајућих памфлета, који су постали гориво за надолазећу Француску револуцију.
Могло би се рећи да је она „симболизовала, између осталог, раскош и корупцију умирућег режима“ и послужила као „савршени жртвени јарац за моралну драму у коју је револуција делимично прерасла“. То ју је учинило метом мржње Француске Републике и група као што су Јакобинци и санкюлоти.
Краљица никада није успела да се ослободи у јавном мишљењу идеје да је извршила екстравагантну превару за своје бесмислене циљеве. Ипак, афера је подстакла Луја XVI да се приближи својој супрузи и можда га је навела да буде заштитничкији према њој и одговорнији на њене потребе пре и током Револуције.

## У фикцији
Афера са дијамантском огрлицом послужила је као инспирација бројним књижевним делима, филмовима и телевизијским серијама. Често је приказивана као пример интрига и корупције на француском двору уочи Француске револуције. Један од најпознатијих приказа је у роману Меморије госпође Ла Мот, који нуди фикционализовану верзију догађаја. Поред тога, ова афера је често предмет историјских драма које истражују улогу Марије Антоанете у скандалу, као и његов утицај на пропаст монархије.
У популарној култури, афера је приказана у многим филмовима, а један од њих је The Affair of the Necklace из 2001. године, који представља драматичну интерпретацију догађаја, стављајући нагласак на лик Жане де ла Мот. Овај скандал наставља да привлачи пажњу као симбол манипулација и политичких игара које су обликовале ток историје.

## Литераура
- Beckman, Jonathan (2014). How to Ruin a Queen: Marie Antoinette and the Diamond Necklace Affair., scholarly study  details
- Fraser, Antonia (2001). Marie Antoinette, The Journey. Anchor. ISBN 0-7538-1305-X.
- Sarah Maza,. Private Lives and Public Affairs - The Causes Célèbres of Prerevolutionary France. ISBN 0-520-20163-9., University of California Press, 1993. .
- Colin Jones, (2003). The Great Nation. ISBN 9780140130935., 2002, chapter 8.A (Penguin 2003)
- Mossiker, Frances, The Queen's Necklace.